# 가이오가
| 번호: 382 | 타입: 물 | 진화하지 않음 |

《가이오가》(カイオーガ 카이오가[*], 영어: Kyogre)는 포켓몬스터 시리즈에 등장하는 가공의 캐릭터(몬스터)이다. 원시 회귀로 원시 가이오가가 될 수 있다.

## 특징
범고래의 모습을 한 포켓몬으로 신화상의 모티브는 레비아탄. 등은 파란색, 복부는 흰색으로, 빨간색의 문양도 있다. 바다를 만든 포켓몬으로 여겨지며, 옛날에 비구름을 만들어 큰 비를 내리게 해 가뭄으로 괴로워하는 사람들을 구했다고 하는 전설이 있다. 그리고 호연 지방의 전설의 포켓몬 이라고 불린다. 먼 옛날, 그란돈과의 사투 끝에 힘이 다해 해식동굴의 중앙부에서 잠들게 되었다.

## 게임에서의 가이오가
《포켓몬스터 루비·사파이어·에메랄드》,《포켓몬스터 오메가루비·알파사파이어》에 등장하는 전설의 포켓몬으로, 한 번의 플레이에 한 마리만 포획할 수 있다. 《포켓몬스터 사파이어》, 《포켓몬스터 알파사파이어》의 표지를 장식하는 포켓몬이기도 하다.
《포켓몬스터 하트골드》에서는 레드를 깨고 스타팅을 받고 오박사한테 가면 청색(쪽빛)구슬을 받는데 그것을 가지고 매몰탑에 가면 50짜리 가이오가가 나온다.
《대난투 스매시브라더스 X》에서는 몬스터 볼에서 나오는 포켓몬으로 등장. 공중을 천천히 이동하면서 「하이드로 펌프」로 적을 화면 밖으로 밀어 낸다.
《포켓몬스터 시간의 탐험대 어둠의 탐험대》에서는 7개의 비보 중 하나인 물하모니카를 지키는 포켓몬이다. 바닥 없는 바다 지하 50층에 서식한다
《포켓몬스터 미스터리 던전 파랑구조대》에서도 나오며, 쓰러뜨리면 높은 확률로 동료로 만들 수 있다.
《포켓몬스터 루비·사파이어》,《포켓몬스터 오메가루비·알파사파이어》에서는 스토리를 진행하고 루네시티의 각성의 사당 깊은 곳에서 잡을 수 있다.
《포켓몬 고》에서는 5성 레이드배틀에 등장했었고 대발견 보상으로도 등장하였다. 현재(2021/3/21일 기준)5성 레이드배틀에 그란돈과 함께 재등장하였다.
《포켓몬스터 소드실드》에서는 익스펜션 패스 중 왕관설원에서 실드 한정으로 다이맥스 어드벤처로 가이오가가 나온다. 원시회귀 기능이 사라졌다.

## 애니메이션의 가이오가
《포켓몬스터 AG》97화에서 아쿠아단이 마그마단이 소지하고 있던 가이오가를 아쿠아단의 간부 이연이 빼앗아 같은 전설의 포켓몬인 그란돈보다 먼저 부활시켰다. 쪽빛구슬으로 아쿠아단 리더, 아강이 조종하려 했지만, 제어하지 못하고 폭주했다. 그리고 결국 아강의 몸에 흡수되어 아강은 이성을 잃게 된다. 모두를 놀라게 한 뒤에 마그마단, 아쿠아단에게 겁을 주고 아강이 정신을 차리게 되자 두 리더들을 반성시킨다. 그리고 다시 바다 밑으로 돌아가 다시 휴식을 취한다.
포켓몬스터 어드밴스 제네레이션 극장판 9기 《포켓몬 레인저와 바다의 왕자 마나피》에서 후반에 마나피에게 협력하여 악당 팬텀의 잠수함을 침몰시켰다.
포켓몬스터 스페셜에서는 그란돈과 루네시티에서 사투를 벌이나 레쿠쟈와 두개의 구슬에 의하여 다시 해저동굴로 돌아갔다.

## 원시회귀
《포켓몬스터 오메가루비·알파사파이어》에서 쪽빛구슬으로 원시회귀 진화가 가능하며, 진화 시 몸 길이가 9.8m미터로 2배가량 커져서 무한다이노, 고래왕, 메가레쿠쟈, 메가강철톤 다음으로 5번째로 큰 포켓몬이 되며, 체중도 430kg로 증가한다.

## 같이 보기
- 포켓몬스터
- 포켓몬의 목록
- 그란돈
- 레쿠쟈
- 포켓몬스터 루비·사파이어
- 포켓몬스터 오메가루비·알파사파이어